# Walther Ammann
Walther Ammann (* 1912; † 8. Dezember 1969 in Heidelberg) war ein deutscher Rechtsanwalt, der als Gründer des „Initiativ-Ausschusses für die Amnestie und der Verteidiger in Politischen Strafsachen“ bekannt wurde.

## Leben und Tätigkeit
Nach Studium und der 1940 an der Universität Heidelberg erfolgten juristischen Promotion mit der Dissertation zum Thema Die Asozialen und ihre Behandlung ließ er sich 1947 in Heidelberg als Rechtsanwalt nieder, wo er bis zu seinem Tod 1969 wirkte. 1956 war er Gründer des „Initiativ-Ausschusses für die Amnestie und der Verteidiger in Politischen Strafsachen“. Als einer der beteiligten Rechtsanwälte im 1959/1960 geführten Prozess gegen das Friedenskomitee der Bundesrepublik Deutschland konnte er sich gemeinsam mit Diether Posser, Friedrich Karl Kaul, dem britischen Kronanwalt Denis Nowell Pritt und Heinrich Hannover mit dem Versuch durchsetzen, die von der Anklage kritisierten Aussagen über die „Remilitarisierung der Bundesrepublik“ durch offizielle Dokumente der Politik zu belegen. Die Beweisanträge wurden fast vollständig abgelehnt.

## Schriften
- Die Asozialen und ihre Behandlung. Eine Aufgabe des öffentlichen Rechts. H. Kruse, Philippsburg (Baden) 1940.